# Club Atlético Bella Vista (Córdoba)
El Club Atlético Bella Vista es una entidad deportiva situada en el barrio homónimo de la ciudad de Córdoba, Argentina. 
Su principal actividad es el fútbol y en la actualidad se encuentra disputando la Liga Cordobesa de Fútbol en la categoría B
Entre los hitos más importantes de su historia se encuentra haber disputado el Torneo Argentino B en sus ediciones 2000/01 y 2001/02.
En la temporada 2016 del fútbol femenino de Primera B, Bella Vista estará participando por primera vez en su historia.

## Historia
A fines de 1926, se fundó el Club Atlético Bella Vista, cuyas denominaciones anteriores fueron Club Firpo y Club Defensas Argentinas.
José Domingo Bustos fue el primer presidente y fundador del club. Arsenio Abrego, eligió el verde y blanco como los colores oficiales. Se afilió a la LCF en 1930 y tuvo como archirrival al club Bolívar. Tuvo varias sedes hasta que en 1958 se asentó en el famoso Estadio El Pocito.
En 1998 fue campeón de la primera división de la Liga Cordobesa de Fútbol por primera y única vez en su historia.

### Torneo Argentino B 2000-01
Bella Vista juega su primera temporada en el Torneo Argentino B, de la mano de Roque Ramallo, clasificando tras jugar la Liga Cordobesa.
En ella integra grupo junto a Atenas (Río Cuarto), Asoc. Española (Villa María) y Sportivo Belgrano (San Francisco). Logra el primer lugar con 14 puntos y clasifica a la siguiente fase. Luego enfrenta a Central Córdoba y le gana con un global de 3-2, lo que le permite avanzar en este torneo. En esta tercera etapa integra grupo con Estudiantes (Río Cuarto), Central Córdoba (Laboulaye) y Estudiantes (San Luis); pero Bella Vista termina último y no llega a clasificar a la cuarta fase.

### Torneo Argentino B 2001-02
En la siguiente temporada repite, integrando grupo junto a Deportivo y Cultural Serrano (Serrano) y Atlético (Adelia María). Aquí clasifica primero con 14 puntos y disputa la siguiente fase (llamada Fase Nacional). En ésta comparte grupo con Alumni (Villa María), Unión San Vicente (Córdoba) y Atlético San Cristóbal (Santa Fe); pero el Albiverde finaliza 3.º y no logra avanzar a la siguiente etapa.

## Estadio
El estadio de Bella Vista se encuentra en la calle Rufino Zado 854 del barrio homónimo. Inaugurado el 8 de diciembre en 1963, su capacidad es para alrededor de 5.300 personas.

## Rivalidades
Bella Vista mantiene su mayor rivalidad actualmente con el club Club Atlético All Boys (Córdoba), además posee rivalidades con los clubes Universitario, Barrio Parque y Unión San Vicente.
Su clásico histórico fue Bolívar pero este club desapareció en 1996, volvió a afiliarse a la Liga Cordobesa brevemente en 2005, pero en 2006 se desafilió nuevamente.

## Palmarés

### Torneos Locales
- Primera División de la Liga Cordobesa (1): 1998
- Segunda División de la Liga Cordobesa (2)
- Tercera División de la Liga Cordobesa (3)